# Guaraque (municipalité)
Pour les articles homonymes, voir Guaraque.
Guaraque est l'une des vingt-trois municipalités de l'État de Mérida au Venezuela. Son chef-lieu est Guaraque. En 2011, la population s'élève à 9 064 habitants.

## Géographie

### Subdivisions
La municipalité possède deux paroisses civiles et une parroquia capital, traduite ici par « capitale » (en italiques et suivie d'une astérisque) avec, chacune à sa tête, une capitale (entre parenthèses) :
- Capitale Guaraque * (Guaraque) ;
- Mesa de Quintero (Mesa de Quintero) ;
- Río Negro (Río Negro).